# Фламбо (округ Прайс, Вісконсин)
Фламбо (англ. Flambeau) — місто (англ. town) в США, в окрузі Прайс штату Вісконсин. Населення — 488 осіб (2020).

## Демографія
Згідно з переписом 2010 року, у місті мешкало 489 осіб у 208 домогосподарствах у складі 150 родин. Було 575 помешкань
Расовий склад населення:
| - 98,6 % — білих - 0,2 % — корінних американців - 0,2 % — азіатів |

До двох чи більше рас належало 1,0 %. Частка іспаномовних становила 0,4 % від усіх жителів.
За віковим діапазоном населення розподілялося таким чином: 19,2 % — особи молодші 18 років, 65,7 % — особи у віці 18—64 років, 15,1 % — особи у віці 65 років та старші. Медіана віку мешканця становила 46,7 року. На 100 осіб жіночої статі у місті припадало 94,8 чоловіків;  на 100 жінок у віці від 18 років та старших — 96,5 чоловіків також старших 18 років.
Середній дохід на одне домашнє господарство  становив 58 741 долар США (медіана — 50 000), а середній дохід на одну сім'ю — 64 798 доларів (медіана — 57 188). Медіана доходів становила 48 750 доларів для чоловіків та 31 786 доларів для жінок. За межею бідності перебувало 10,0 % осіб, у тому числі 7,6 % дітей у віці до 18 років та 11,2 % осіб у віці 65 років та старших.
Цивільне працевлаштоване населення становило 215 осіб. Основні галузі зайнятості: виробництво — 34,0 %, мистецтво, розваги та відпочинок — 11,2 %, публічна адміністрація — 10,2 %, освіта, охорона здоров'я та соціальна допомога — 9,8 %.